# اکالمانی (الگوالپا)، گررو
اکالمانی (الگوالپا)، گررو (به اسپانیایی: Acalmani (Igualapa), Guerrero) در مکزیک است که در گررو واقع شده‌است.

## خصوصیات
اکالمانی ۷۲۸ نفر جمعیت دارد و ۳۵۰ متر بالاتر از سطح دریا واقع شده‌است.